# 11538 Brunico
11538 Brunico este un asteroid din centura principală de asteroizi.

## Descriere
11538 Brunico este un asteroid din centura principală de asteroizi. A fost descoperit pe 22 iulie 1992 la Observatorul La Silla de Henri Debehogne și Álvaro López-García. Asteroidul prezintă o orbită caracterizată de o semiaxă mare de 2,30 ua, o excentricitate de 0,13 și o înclinație de 6,7° în raport cu ecliptica.